# Ernest Breznikar
Ernest Breznikar, veteran vojne za Slovenijo, polkovnik * 20. junij 1942, Senovo.
Leta 1963 je končal višjo pehotno šolo za rezervne častnike v Bileći (Bosna in Hercegovina). Od 1975 je bil poveljnik občinskega štaba teritorialne obrambe v Krškem, 1990 je sodeloval pri nastajanju Manevrske strukture narodne zaščite in bil njen organizator ter načelnik v Posavju. Konec leta 1990 je postal poveljnik območnega štaba TO v Krškem, nato v Brežicah. 1994 je postal polkovnik.

## Odlikovanja in nagrade
Leta 2005 je prejel srebrni častni znak svobode Republike Slovenije z naslednjo utemeljitvijo: »za izjemne zasluge pri uveljavljanju in obrambi samostojnosti in suverenosti Republike Slovenije«.
Dobil je tudi zlato medaljo generala Maistra z meči (1993).